# St. Anna (Weiden)

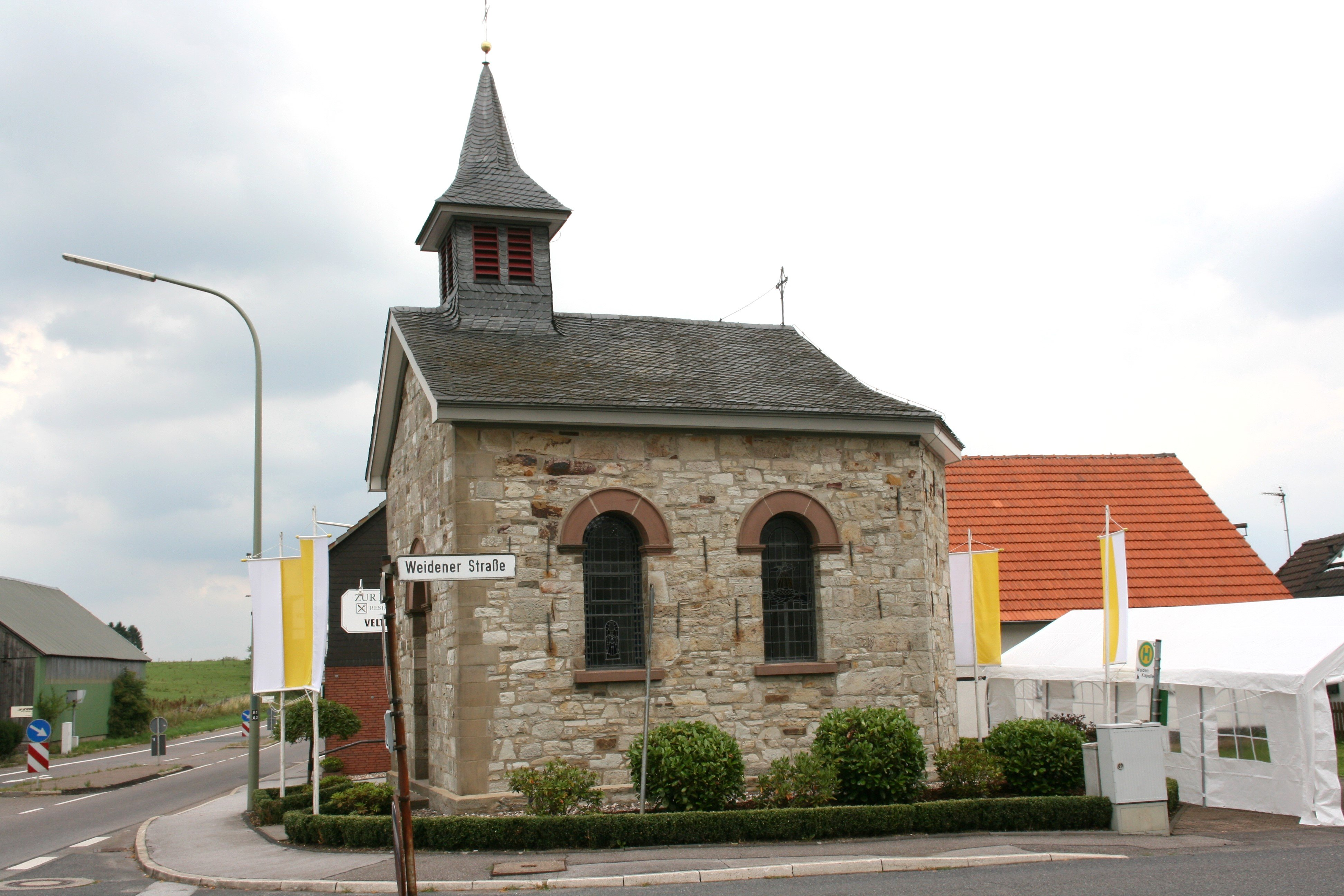
Kapelle St. Anna

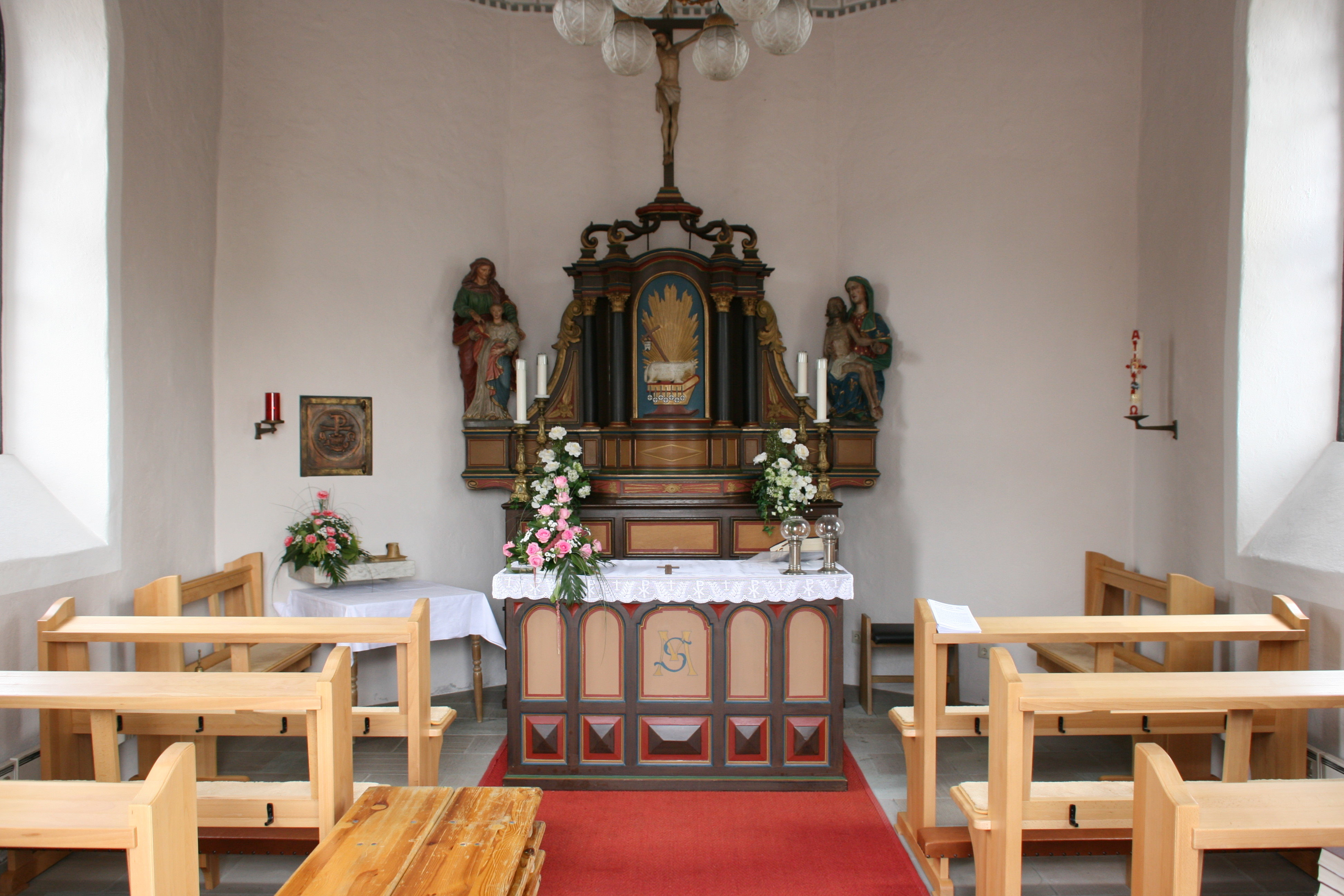
Innenraum

St. Anna ist eine denkmalgeschützte römisch-katholische Kapelle im Wohnplatz Weiden der Gemeinde Kürten im Rheinisch-Bergischen Kreis in Nordrhein-Westfalen.

## Geschichte
Laut einer Urkunde vom 28. Juni 1507 weihte der damalige Kölner Weihbischof Dietrich Wichwael am 17. Mai 1507 eine Kapelle in Weiden ein, zu Ehren des allmächtigen Gottes und seiner Heiligen: der allerseligsten Jungfrau Maria, der heiligen Anna, ihrer Mutter, des heiligen Martyrers Sebastianus und des heiligen Abtes Antonius, wie es in der Urkunde hieß. Der damalige Kürtener Geistliche Vizekurat Sebastianus Vette, ein großer Verehrer der heiligen Anna, war der Urheber des Kapellenbaus. Vette gründete eine Annen-Bruderschaft, nachdem er von einer Pilgerreise nach Düren zurückgekehrt war. Die Kapelle wurde auf gestiftetem Land in Eigenleistung errichtet.
1708 wurde die Kapelle auf Veranlassung des damaligen Kürtener Pastors Wilhelmus Breidenbach zum ersten Mal renoviert, wie eine Inschrift über dem Portal belegt.
Nach der Zerstörung der Kapelle durch einen Großbrand im Jahre 1842 wurde sie neu aufgebaut und am 16. Juni 1845 von Pastor Tuchscherer wieder eingeweiht.
Im 20. Jahrhundert folgten weitere Renovierungen. 1904 wurden vier neue Fenster eingebaut und 1912 das Dach neu gedeckt. Durch einen Bombenangriff auf Weiden am 10. Februar 1945 wurde die Kapelle beschädigt.
1947 wurde der Innenraum neu gestaltet. Die neue Einrichtung umfasste einen Altar, eine Kommunionbank, Kniebänke, Fenster und Lampen.
2007 wurde die Kapelle aus Anlass der 500-Jahr-Feier nochmals umfassend renoviert. Unter anderem wurden das Mauerwerk saniert und zwei neue Fenster eingebaut.
Einmal pro Woche sowie am Patronatsfest (26. Juli) finden Gottesdienste in der Anna-Kapelle statt.

## Architektur und Innenausstattung
Die 7,15 Meter lange und 5 Meter breite Kapelle St. Anna wurde aus Bruchsteinen errichtet. Sie besitzt einen Chor mit dreiseitiger Apsis und je zwei Bogenfenster auf den Langseiten. Auf dem Dach befindet sich ein Dachreiter als Glockentürmchen.
Der Innenraum ist geprägt von einem neubarocken Altaraufsatz mit Figuren der heiligen Anna und der Gottesmutter Maria sowie einer Pietà, darüber ein Kreuz. An den Längswänden zwischen den Fenstern sind Maria mit dem Jesuskind und der heilige Josef dargestellt.

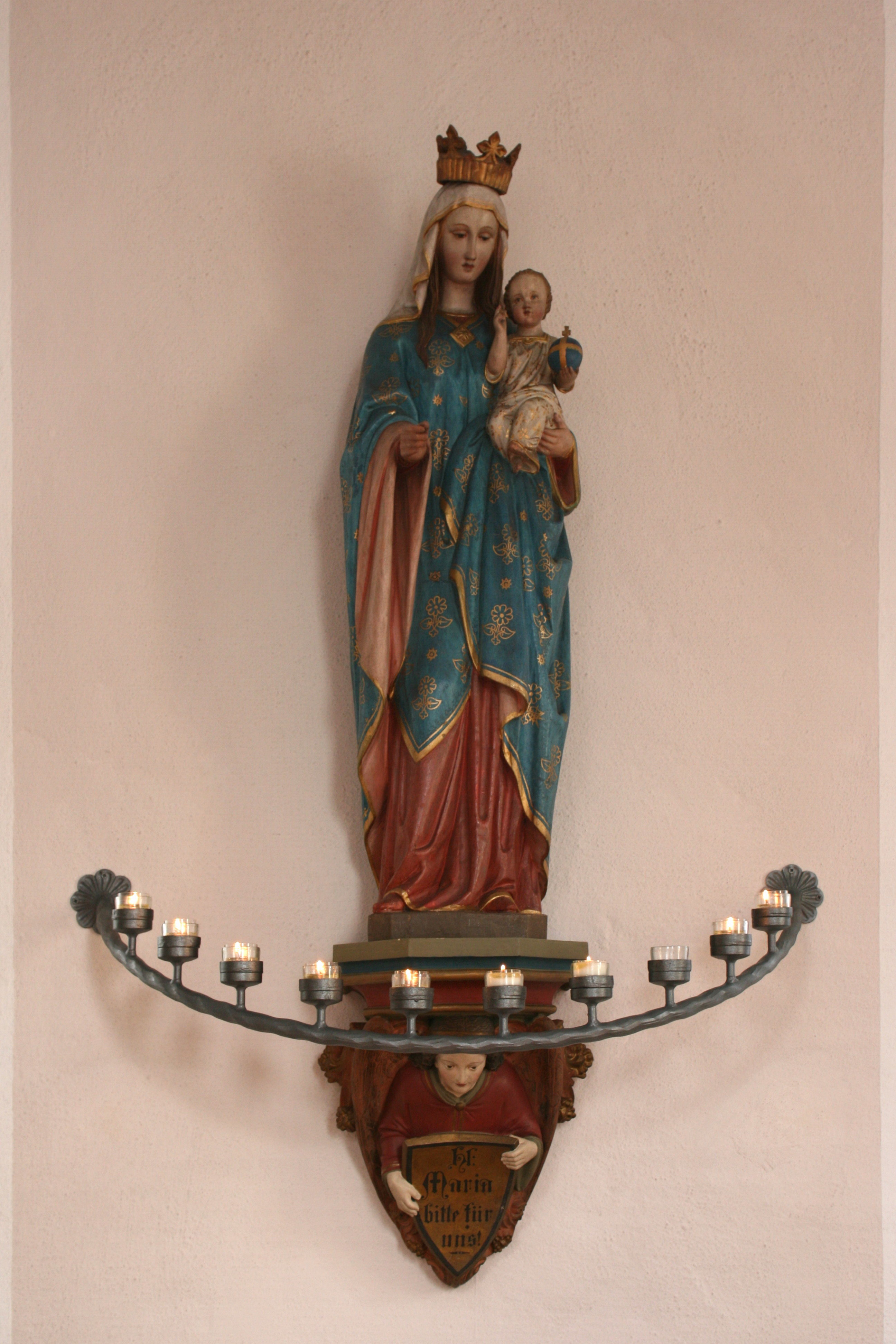
Marienstatue
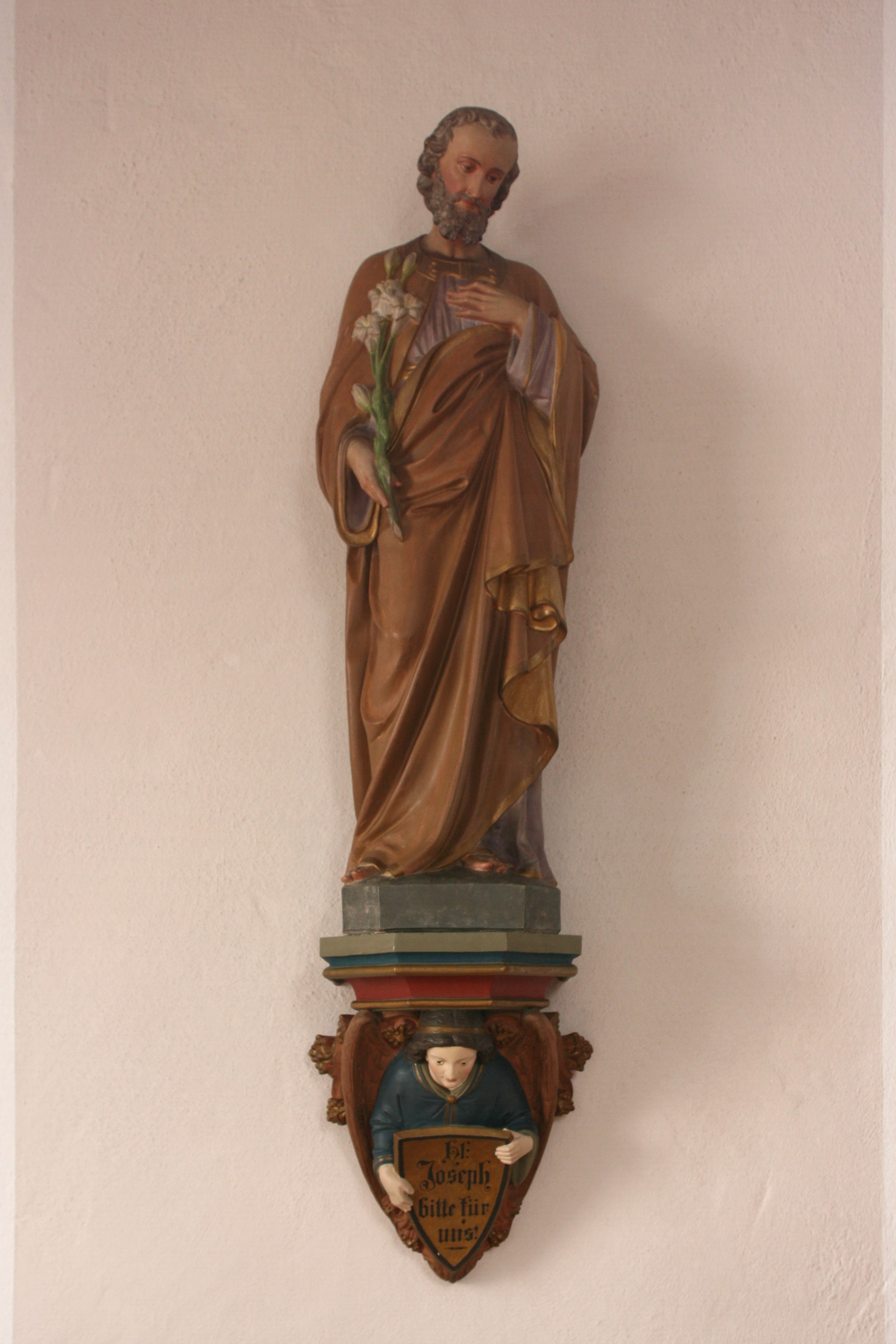
Josefstatue
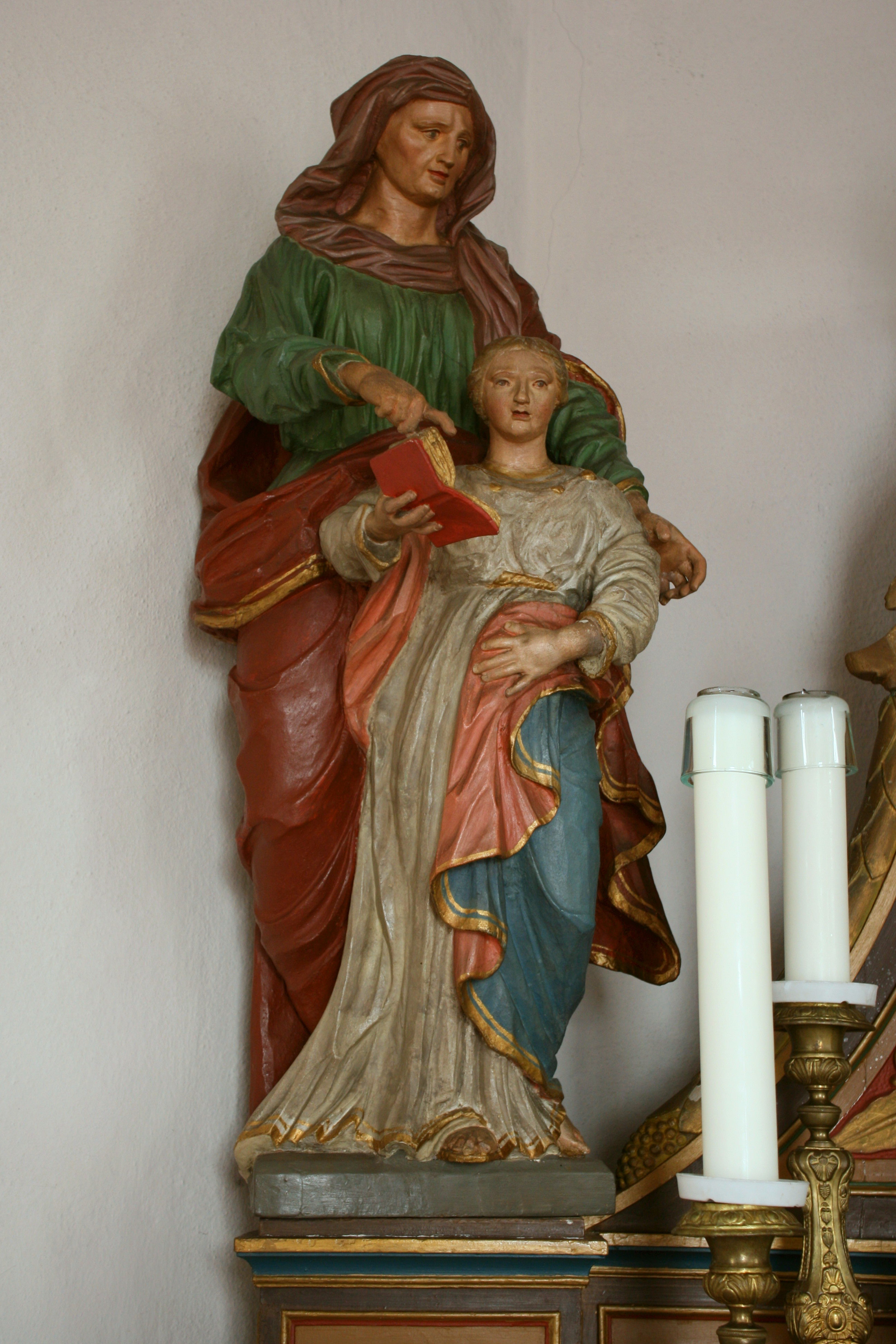
Statue Anna mit Maria
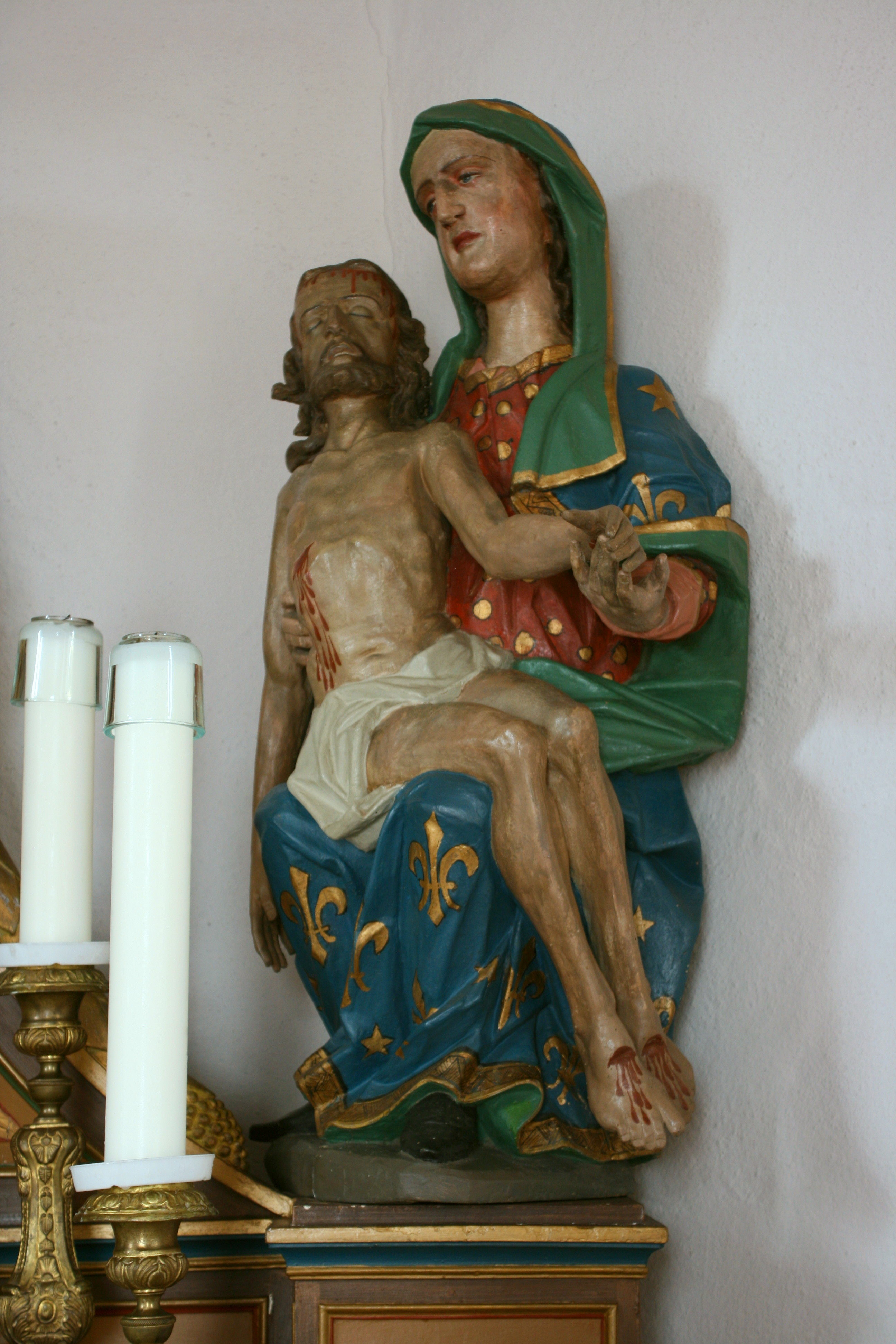
Pietà

## Kirchenfenster
Zwei der Bleiglasfenster zeigen Ähren und Trauben als Symbole des christlichen Glaubens, bzw. einen Fisch als Sinnbild für Jesus Christus sowie eine mit Lichtstrahlen umgebene Taube als Symbol des Heiligen Geistes.
Die beiden anderen Fenster stellen die heilige Hedwig, Patronin von Schlesien, bzw. Anna selbdritt dar. Der aus Schlesien stammende Kürtener Künstler Franz Toenniges entwarf sie anlässlich der 500-Jahr-Feier der Kapelle. Die Ausführung ist das Werk der Kürtener Glaskünstlerin Maria Schätzmüller-Lukas.

## Denkmalschutz
Die Anna-Kapelle ist unter der Nummer 3 in der Liste der Baudenkmäler in Kürten verzeichnet.